# Bakı FK
Bakı FK (azerski: Bakı Futbol Klubu) je azerbajdžanski nogometni klub iz Bakua. Od 2016. godine Bakı FK je amaterski klub. Prije toga Bakı FK je odigrao 18 sezona u Azerbajdžanskoj Premier ligi, te ju je osvojio dva puta te tri puta Azerbajdžanski nogometni kup.

## Uspjesi
- Azerbajdžanska Premier liga (2): 2005./06., 2008./09.
- Azerbajdžanski nogometni kup (3): 2004./05., 2009./10., 2011./12.

## Vanjske poveznice
- Službena web stranica
- Bakı FK na UEFA.COM
- Bakı FK na EUFO.DE  Arhivirana inačica izvorne stranice od 10. ožujka 2010. (Wayback Machine)
- Bakı FK na Weltfussball.de
- Bakı FK na Football-Lineups.com